# 나카시마 테루시
나카시마 테루시(일본어: 中島 輝士, 1962년 7월 27일 ~ )은 일본의 전 야구 선수이다. 2016년 12월 5일 한화 이글스 1군 타격코치로 선임되었다.